# Ванновський Петро Семенович
Ванновський Петро Семенович (24 листопада (6 грудня) 1822, Київ, Російська імперія — 17 лютого (29 лютого) 1904, Санкт-Петербург, Російська імперія) — російський державний і військовий діяч, генерал від інфантерії (1883). Народився в м. Київ. Закінчив 1-й Московський кадетський корпус. Учасник Кримської війни 1853—1856 та Російсько-турецької війни 1877—1878. 1881–1898 — військовий міністр, од 1898 — член Державної ради. Від 1901 — міністр народної освіти. Тоді ж започаткував низку прогресивних перетворень у системі вищої та середньої освіти: дозволив сходки студентів, виборність старост курсів, організацію наукових та літературних гуртків, повернув до навчальних закладів студентів, відданих у солдати. Очолив товариство з розроблення університетської реформи, скоротив викладання стародавніх мов у гімназіях. У квітні 1902 звільнений з посади за власним бажанням.
Помер у м. Санкт-Петербург.